# Жилой дом Киевского военного округа
Жилой дом Киевского военного округа  (полное название Жилой дом командного состава Киевского военного округа, сокращённое название Дом КВО). Построен в 1934 г. по проекту архитектора Иосифа Каракиса (при участии М. Я. Ручко и В. И. Сазанского).  Расположен — г. Киев, Георгиевский пер. 2.

## Описание здания
Шестиэтажное здание построенное с элементами барокко. Изначально было спроектировано и построено восьмиэтажным с башней на седьмом этаже, увенчанной шпилем со звездой, в перспективе дополняющим шпиль Андреевской церкви. Здание состоит из пяти секций. Первая — 8-этажная (ставшая семиэтажной после съёма башни) часть дома, шириной в 4 окна, возвышается над зданием. Вторая — 5-этажная, более широкая часть длиной в восемь окон. Третья часть, центральная 7-оконная с двумя выступающими частями по бокам и треугольной возвышенной частью посередине. Далее идет четвёртая часть, симметричная второй, и завершается здание пятой секцией, похожей на первую, но изначально задуманной без башни. Башенка в первой секции торцом выходила на Владимирскую сторону и создавала акцент на углу здания. Как описывают дом в архитектурной литературе:

Проектируя современный жилой дом с немалым объёмом площадей, зодчий сумел виртуозно решить сложный городской узел: перспектива ул. Золотоворотской, площадка уничтоженной именем «воинствующих безбожников» Георгиевской церкви и соседство с барочным Софиевском собором. Задача решена с честью, всем вызовам дан ответ. В перспективе Золотоворотской — византийский фронтон. На месте церкви — сквер. В рефрен с Софией — прозрачная барочная башенка, которая в знак непреходящей ценности и красоты Софии — безусловно! — должна быть восстановлена, невзирая на финансовые издержки.
Лариса Павловна Скорик (профессор, руководитель творческой мастерской Академии изобразительного искусства и архитектуры, член-корреспондент Академии искусств Украины, заместитель председателя Украинского общества охраны памятников истории и культуры, депутат с 1990—1994, автор собора Богородицы в Борисполе, монастыря св. Василия в Киеве, церкви Всех святых во Львове и др.), следующим образом упомянула о данном здании:

Вообще, наблюдаемое в Киеве бесконечное псевдосоздание храмов уже носит параноидальный характер. Вы знаете, что столичные власти даже собирались снести дом архитектора Каракиса (замечательное сооружение, построенное в районе Софийской площади в реминисценциях украинского барокко) и соорудить на его месте Георгиевский собор? Зачем же уничтожать чистую и прекрасную архитектурную работу замечательного киевского зодчего?

## Предыстория места здания
6 сентября 1931 г. президиум Киевского горсовета принял решение (№ 594) о закрытии и последующем сносе Георгиевской церкви, в честь которой был назван переулок. Церковь была снесена в 1934 году. Мастерская военпроекта, которой руководил И. Каракис, получила под застройку уже «свободный», но с её фундаментом участок в 1936 году. Каракис отказался осквернять святое место и память о церкви, и здание было размещено в десятках метров от оставшихся фундаментов церкви (на месте фундаментов церкви в настоящее время находится клумба и предполагалось воздвигнуть памятник пограничникам).

## История здания
В 1936—1937 гг. И. Каракис (в соавторстве с М. Я. Ручко и В. И. Сазанским) проектирует и строит жилой дом Киевского военного округа по Георгиевскому пер. 2 г. Киев. На седьмом этаже здания архитектор расположил элегантную башенку со шпилем, заканчивавшимся звездой. Башня гармонично сочеталась с Андреевской церковью, находившейся далее. По периметру одного из ярусов башенки были расположены вписанные в тонго барельефы работы И. П. Кавалеридзе, стену украшали также изящные необарочные оконные наличники с геральдическими знаками.
Однако дому с башней суждено было простоять всего неделю две. Вскоре после окончания строительства в город приехала польская делегация, и Вацлав Гомулка, прогуливавшийся возле Софийского собора спросил у Хрущёва — «почему в Киеве осталось столько церквей?»… На следующую неделю башню разобрали. Во время войны дом сильно пострадал, и только в 1951—1952 гг. его смогли отреставрировать. Дом (без башни) стоит и по сей день.
Также в 1936—1937 автором проектируется здание Академии архитектуры УССР по Георгиевскому переулку в Киеве, которое должно было находиться в комплексе с домом КВО. Однако в конце сороковых годов Киевский военный округ стал отвоёвывать принадлежавший ему до войны дом, и коробка была снова перепроектирована под жилье.

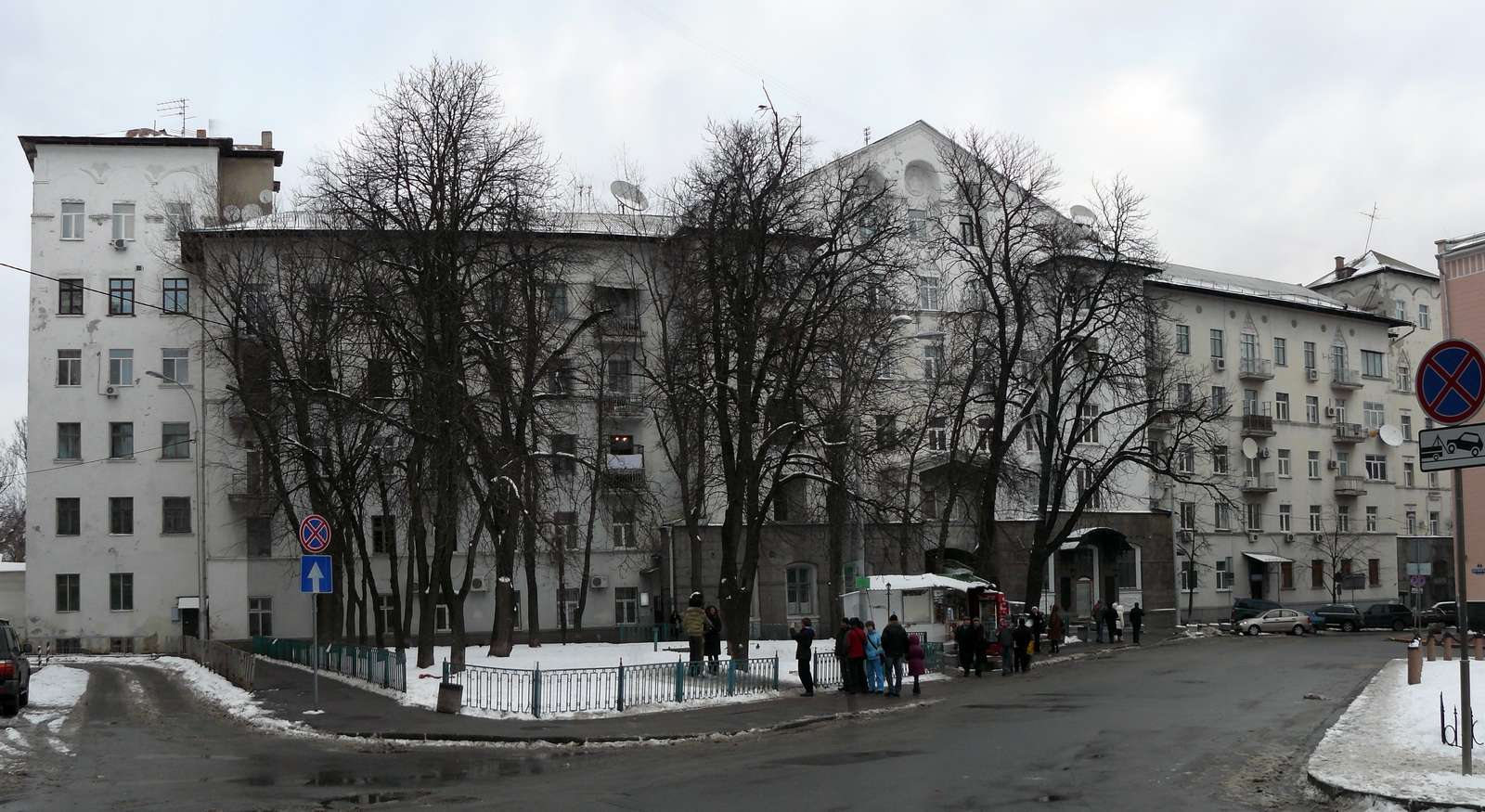
Жилой дом Киевского военного округа
2011 г. (башня была на левой стороне)

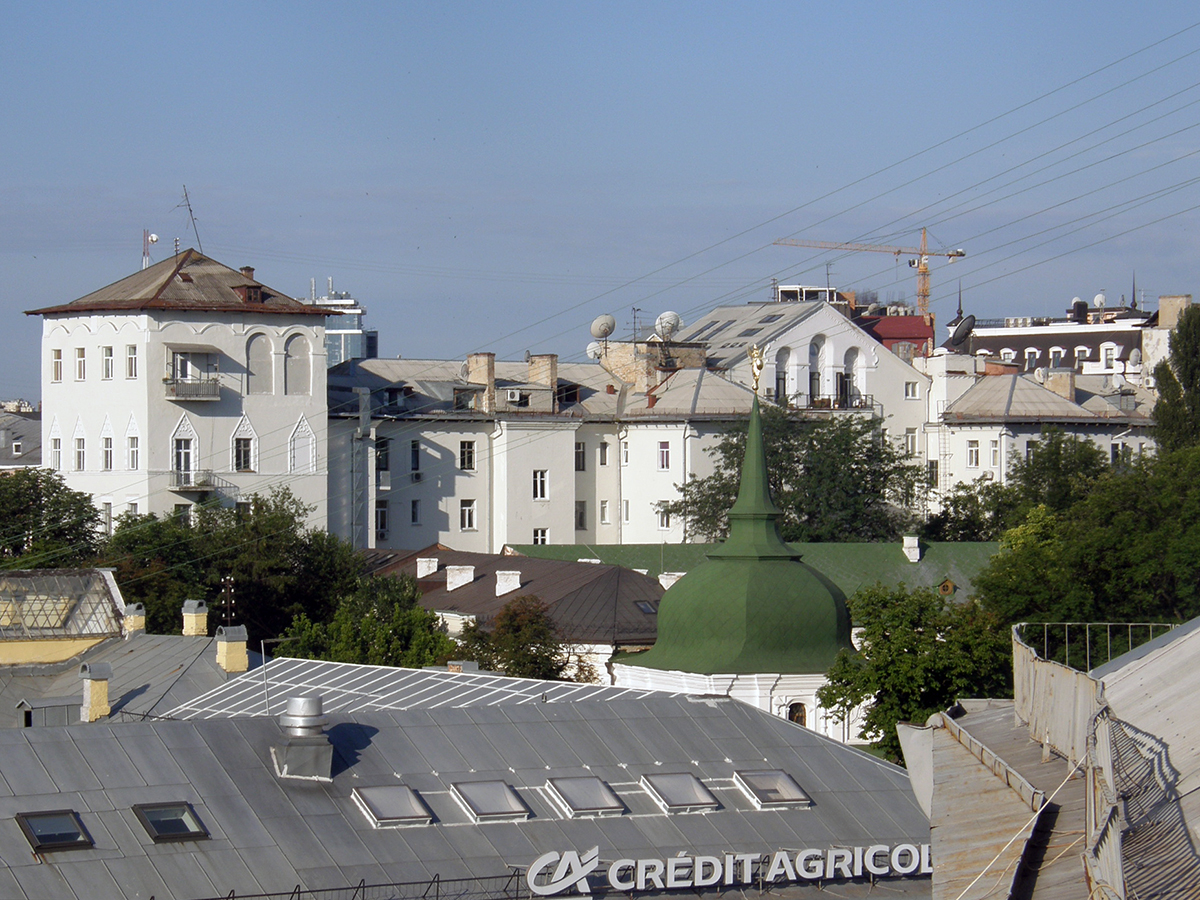
сзади